# Expulsion des congrégations (1902-1903)
Cet article concerne la seconde expulsion des congrégations de France. Pour la première expulsion, voir Expulsion des congrégations (1880).
La deuxième expulsion des congrégations religieuses de France est la conséquence de la loi du 1er juillet 1901 sur les associations qui soumet les congrégations à un régime d'exception décrit au titre III de la loi.
Ces expulsions sont principalement menées par le président du Conseil Émile Combes.

## Des congrégations religieuses contestées
À la fin du XIXe siècle, sous la Troisième République, le terme de congrégations désigne les congrégations religieuses, c'est-à-dire les associations de religieux et de religieuses ayant fait des vœux religieux et répondant à une mission spécifique. L'une de ses missions, la plus contestée par les républicains anticléricaux, est l'instruction des enfants, donnée par des établissements d'enseignement privés tenus par un personnel religieux.
Les décrets de 1880 pris et appliqués par les républicains au pouvoir comme Jules Ferry et expulsant les congrégations de religieux n'ont pas résolu la question des congrégations : « aucune mesure n'a été prise contre les religieuses, et les congrégations d'hommes se sont vite reconstituées. De nombreuses communautés exilées, en effet, sont revenues discrètement dans les années qui ont suivi, puis avec l'accord tacite des gouvernements de « l'esprit nouveau » ».
L'historien Jean Sévillia cite des évaluations chiffrées : « La France compte alors exactement 1 665 congrégations, soit 154 ordres masculins et 1 511 congrégations féminines. Une enquête administrative commandée par Waldeck-Rousseau en 1899 dénombre 30 000 religieux et 28 000 religieuses ».

## Le titre III de la loi de 1901
La loi Waldeck-Rousseau sur les associations soumet l'existence des congrégations à une demande d'autorisation :
« Aucune congrégation religieuse ne peut se former sans une autorisation donnée par une loi qui déterminera les conditions de son fonctionnement. Elle ne pourra fonder aucun nouvel établissement qu’en vertu d’un décret rendu en conseil d’État. La dissolution de la congrégation ou la fermeture de tout établissement pourront être prononcées par décret rendu en conseil des ministres. » (art. 13)
« Les membres d’une congrégation non autorisée sont interdits d’enseigner ou de diriger un établissement d’enseignement. » (art. 14)
« La liste des membres et les comptes et l’inventaire de la congrégation sont à la disposition du préfet. » (art. 15)
« Toute congrégation formée sans autorisation sera déclarée illicite. » (art. 16)
« Les congrégations existantes […] qui n’auraient pas été antérieurement autorisées ou reconnues, devront dans un délai de trois mois, justifier qu’elles ont fait les diligences nécessaires pour se conformer à ces prescriptions. À défaut de cette justification, elles seront réputées dissoutes de plein droit ; il en sera de même des congrégations auxquelles l’autorisation aura été refusée. » (art. 18)
Cette loi fait suite à la reconstitution partielle de nombreuses congrégations après leur expulsion en 1880.

## La politique d'interdiction des congrégations

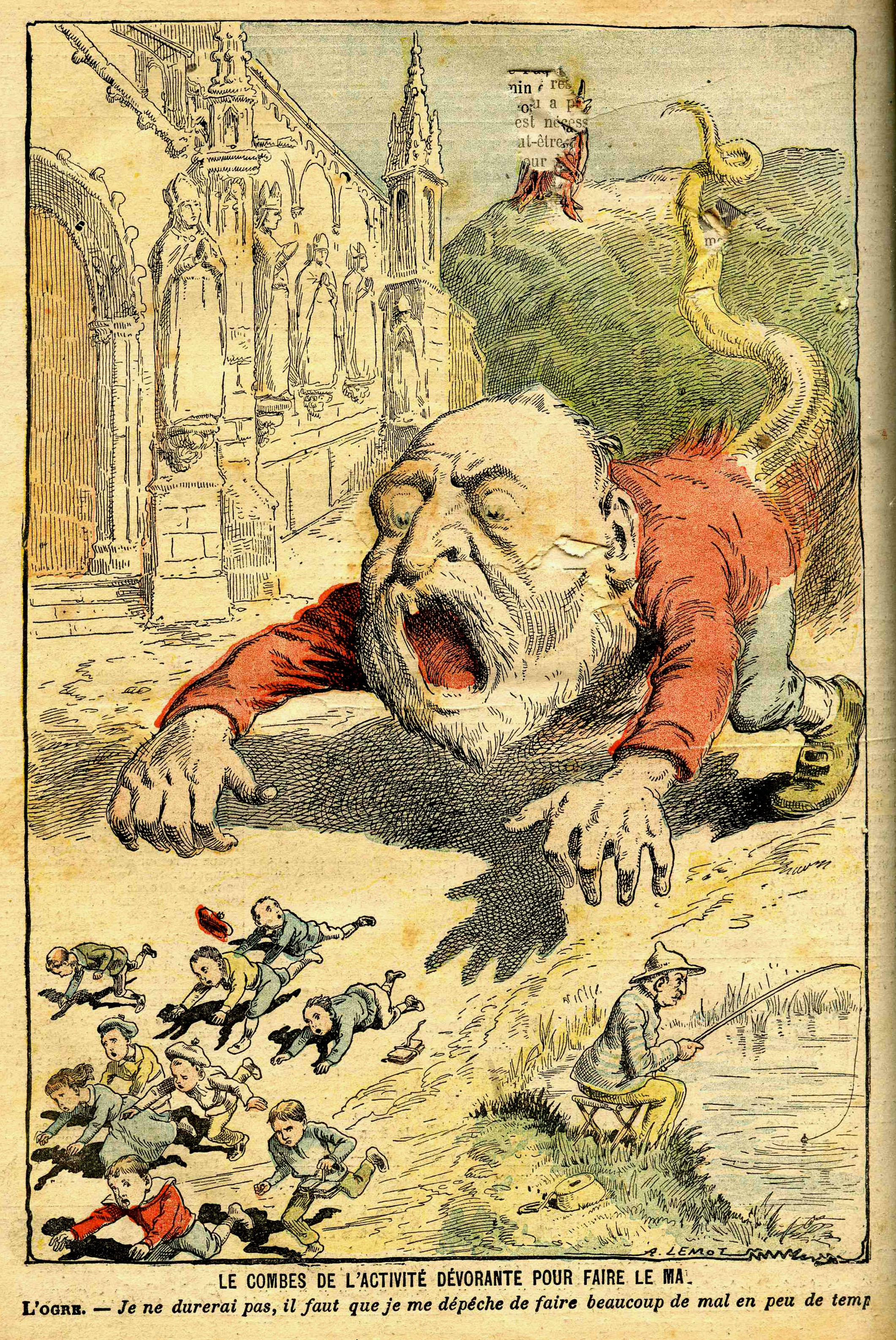
L'ogre Émile Combes, Le Pèlerin, 27 juillet 1902.

Le Vatican condamne la loi, mais laisse aux congrégations la liberté de demander leur autorisation, ce que font la plupart d'entre elles. Cependant, la victoire du Bloc des gauches aux élections législatives de mai 1902 porte au pouvoir Émile Combes, allié avec les socialistes de Jaurès, et dont le gouvernement mène un farouche combat anticlérical. Il procède à une interprétation restrictive de la loi de 1901.
Au printemps 1903, Combes transmet à la Chambre des députés cinquante-quatre dossiers de demandes d’autorisation de congrégations masculines présentés par plus de mille neuf cent quinze maisons. Les dossiers se répartissent en trois groupes, tous assortis d’un avis négatif :
- vingt-cinq congrégations « enseignantes » (représentant 1 689 maisons et 11 841 religieux) ;
- vingt-huit « prédicantes » (225 maisons et 3 040 religieux) ;
- une commerçante (les Chartreux, 48 moines).

Parallèlement, Combes transmet au Sénat les demandes de six congrégations d'hommes « hospitalières, missionnaires et contemplatives », cinq avec avis favorables qui resteront tolérées : les Frères hospitaliers de Saint-Jean-de-Dieu, les trappistes, les cisterciens de Lérins, les Pères blancs, et les Missions africaines de Lyon, une avec avis négatif : les salésiens de Don Bosco.
Quant aux congrégations féminines, 390 ont déposé une demande d'autorisation. Seulement 81 dossiers de congrégations « enseignantes » seront transmis à la Chambre avec avis défavorables.
La Chambre ou le Sénat suivent les préconisations de Combes. Les congrégations non autorisées sont expulsées à partir d'avril 1903. Ainsi les moines de la Grande Chartreuse sont expulsés manu militari le 29 avril 1903,,.
Durant l'été 1902, 3 000 écoles ouvertes avant la loi de 1901 de congrégations non autorisées sont fermées sur le territoire national, par ordre d’Émile Combes et le mouvement s’accélère en 1903 par l'effet de la loi du 4 décembre 1902 qui dispose qu'est frappé d'amende ou de prison :
- quiconque ouvrirait sans autorisation un établissement scolaire congréganiste ;
- toute personne qui après ordonnance de fermeture continuerait les activités de l'établissement ou en favoriserait l'organisation ou le fonctionnement.

Les expulsions rencontrent des oppositions nombreuses et violentes de la part de la population, notamment en Bretagne, à Nantes et en Chartreuse.